# سفارة المملكة المتحدة في الولايات المتحدة
سفارة المملكة المتحدة في الولايات المتحدة هي أرفع تمثيل دبلوماسي لدولة المملكة المتحدة لدى الولايات المتحدة. تقع السفارة في واشنطن العاصمة وهي تهدف لتعزيز المصالح البريطانية في الولايات المتحدة.

## معرض صور

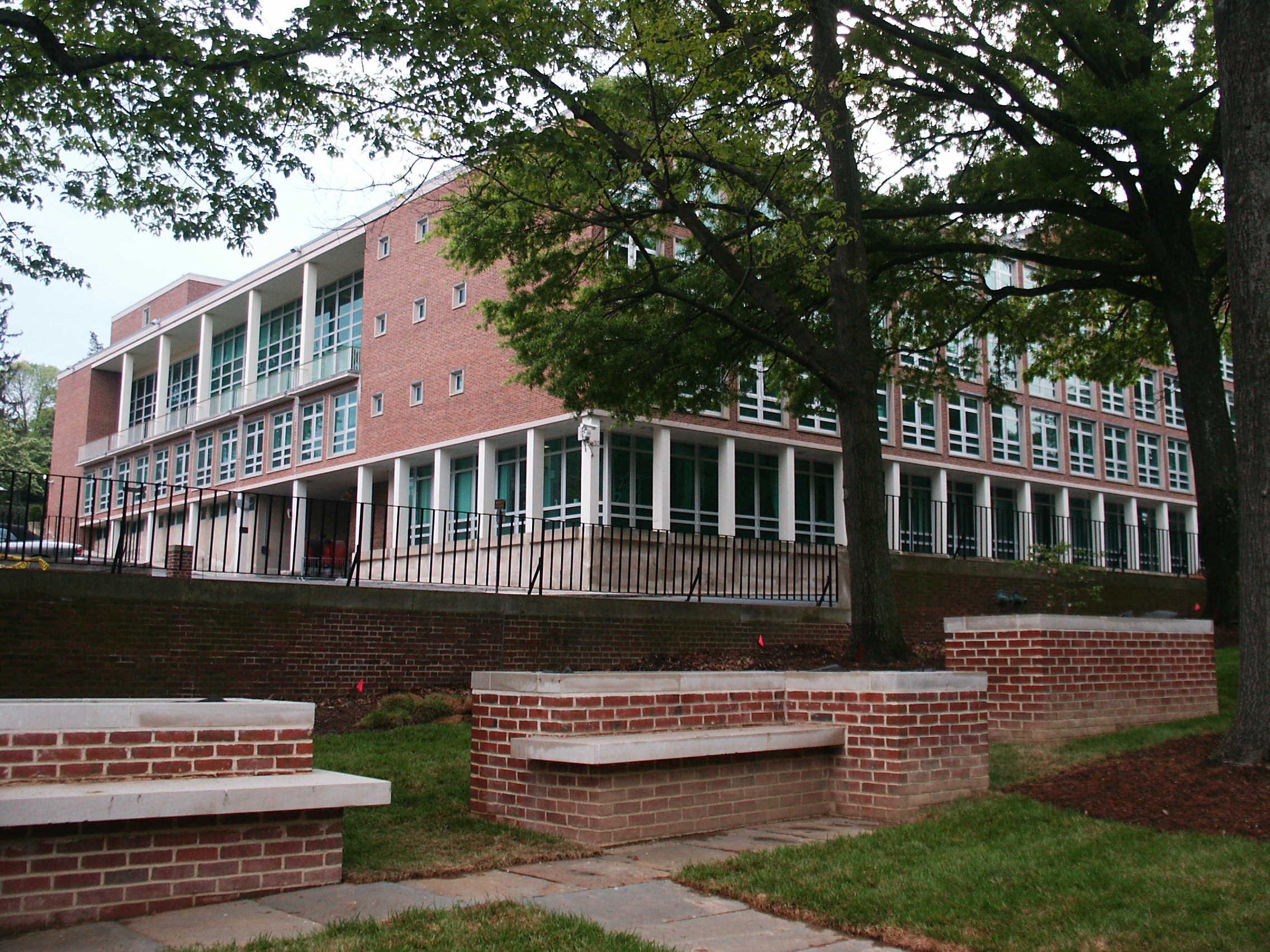
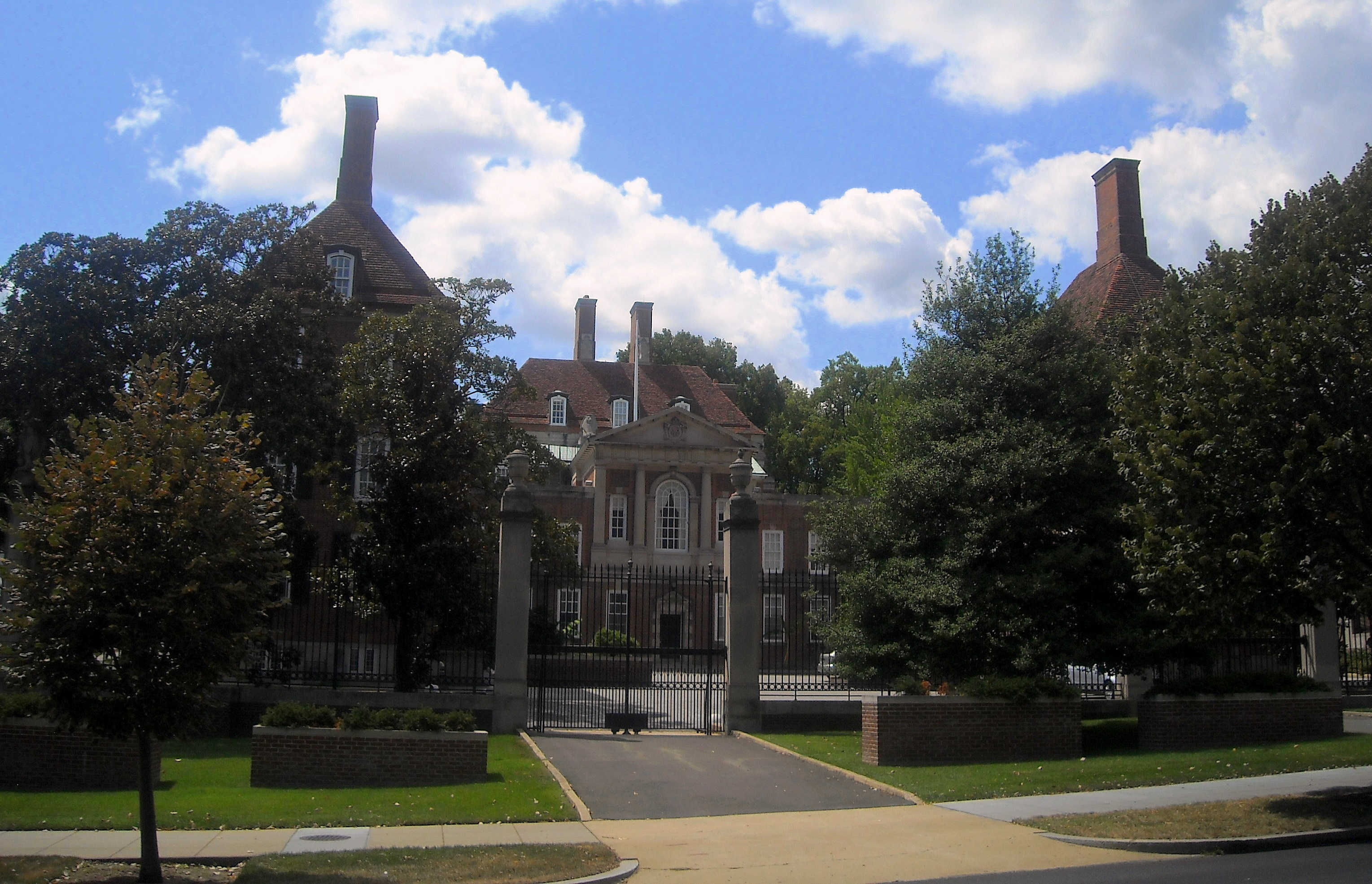

## وصلات خارجية
- الموقع الرسمي
- قائمة سفارات المملكة المتحدة
- قائمة السفارات في الولايات المتحدة